# ロンド・ファン・フラーンデレン2014
ロンド・ファン・フラーンデレン2014は、ロンド・ファン・フラーンデレンの98回目のレース。2014年4月6日に行われた。

## 参加チーム
UCIプロチーム
| チーム名                           | 国籍           | コード |
| ---------------------------------- | -------------- | ------ |
| AG2R・ラ・モンディアル             | フランス       | ALM    |
| アスタナ                           | カザフスタン   | AST    |
| ベルキン・プロサイクリング・チーム | オランダ       | BEL    |
| BMC・レーシングチーム              | アメリカ合衆国 | BMC    |
| キャノンデール・プロサイクリング   | イタリア       | CAN    |
| FDJ                                | フランス       | FDJ    |
| ガーミン・シャープ                 | アメリカ合衆国 | GRS    |
| ランプレ・メリダ                   | イタリア       | LAM    |
| ロット・ベリソル                   | ベルギー       | LTB    |
| モビスター・チーム                 | スペイン       | MOV    |
| オメガファーマ・クイックステップ   | ベルギー       | OPQ    |
| オリカ・グリーンエッジ             | オーストラリア | OGE    |
| チーム・ユーロップカー             | フランス       | EUC    |
| チーム・ジャイアント＝シマノ       | オランダ       | GIA    |
| カチューシャ                       | ロシア         | KAT    |
| チーム・スカイ                     | イギリス       | SKY    |
| ティンコフ＝サクソ                 | デンマーク     | TCS    |
| トレック・ファクトリー・レーシング | アメリカ合衆国 | TFR    |

招待チーム
- アンドローニ・ジョカットーリ( イタリア AND)
- コフィディス( フランス COF)
- IAMサイクリング( スイス IAM)
- MTN＝クベカ（英語版）（ 南アフリカ共和国 MTN）
- チーム・ネットアップ＝エンドゥーラ（英語版）( ドイツ TNE)
- トップスポート・フラーンデレン＝バロワーズ（英語版）( ベルギー TSV)
- Wanty-Groupe Gobert ( ベルギー WGG)

## 成績
- ブルッヘ 〜 アウデナールデ 259,2㎞

| 順位 | 選手名                           | 国籍       | チーム                             | 時間          |
| ---- | -------------------------------- | ---------- | ---------------------------------- | ------------- |
| 1    | ファビアン・カンチェラーラ       | スイス     | トレック・ファクトリー・レーシング | 6時間15分18秒 |
| 2    | フレフ・ファン・アーヴェルマート | ベルギー   | BMC・レーシング                    | 同            |
| 3    | セップ・ファンマルク             | ベルギー   | ベルキン・プロサイクリング・チーム | 同            |
| 4    | ステイン・ファンデンベルフ       | ベルギー   | オメガファーマ・クイックステップ   | 同            |
| 5    | アレクサンダー・クリストフ       | ノルウェー | チーム・カチューシャ               | +8秒          |
| 6    | ニキ・テルプストラ               | オランダ   | オメガファーマ・クイックステップ   | +18秒         |
| 7    | トム・ボーネン                   | ベルギー   | オメガファーマ・クイックステップ   | +35秒         |
| 8    | ゲラント・トーマス               | イギリス   | チーム・スカイ                     | +37秒         |
| 9    | ビェルン・ルークマンス           | ベルギー   | Wanty-Groupe Gobert                | +41秒         |
| 10   | セバスティアン・ランヘヴェルト   | オランダ   | ガーミン・シャープ                 | +43秒         |